# Kebraon
Kebraon is een bestuurslaag in het regentschap Surabaya van de provincie Oost-Java, Indonesië. Kebraon telt 25.732 inwoners (volkstelling 2010).